# Harald Bickel

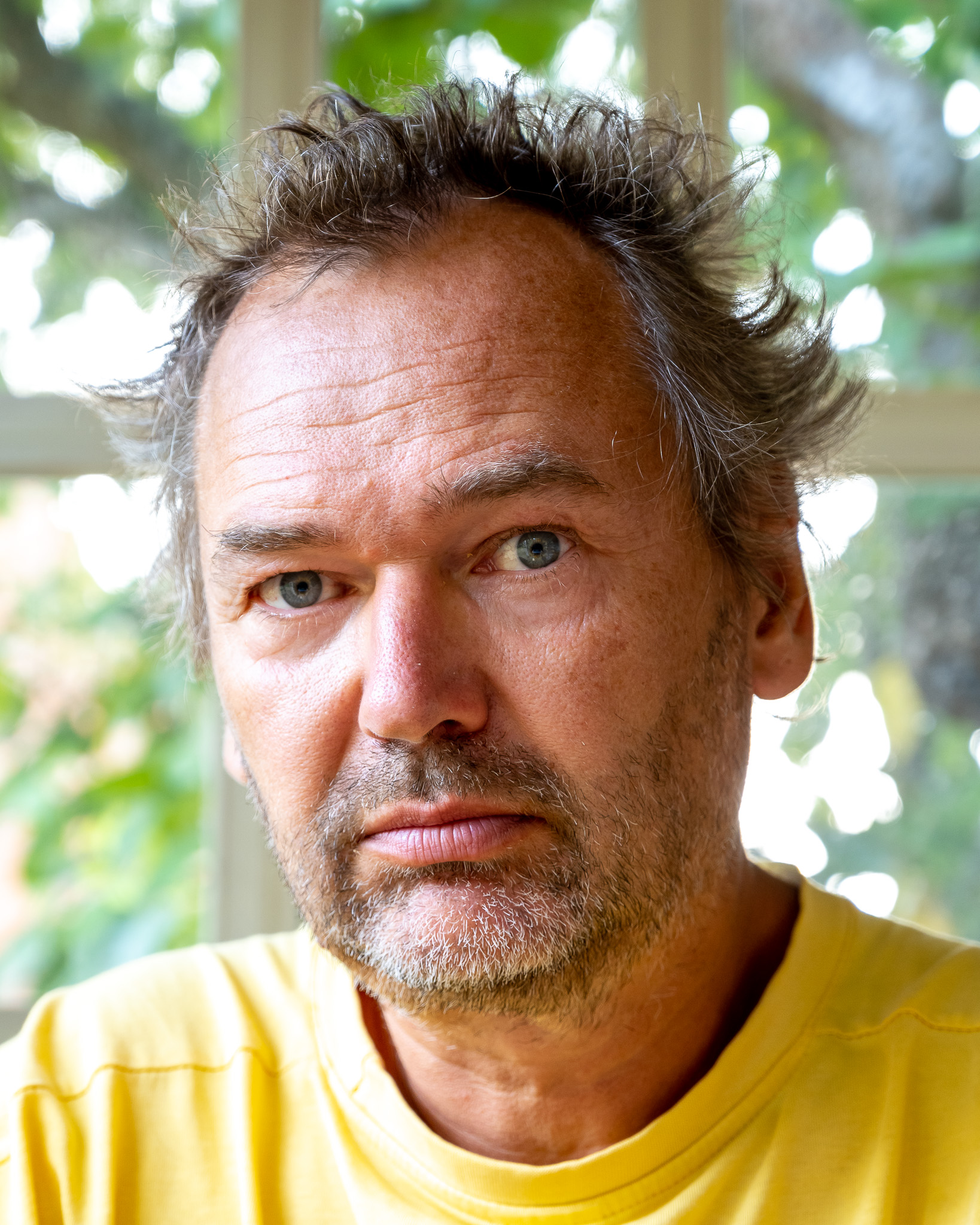
Harald Bickel, 2022

Harald Bickel (* 24. Juli 1966 in Salzgitter-Bad) ist ein deutscher Grafiker und Fotograf.

## Leben
Bickel wuchs in Liebenburg auf und wurde künstlerisch von Gerd Winner gefördert. Bickel studierte von 1985 bis 1992 an der Hochschule Mainz visuelle Kommunikation, Abschlussarbeit (Diplom) bei Olaf Leu. Nach Tätigkeiten als Art-Director in Bregenz, Mainz, Frankfurt und Wiesbaden lebt und arbeitet er seit 1998 auf der Insel Föhr. Er ist verheiratet und hat zwei Kinder.

## Werk
Mit freien Arbeiten trat Bickel ab 2016 in erster Linie durch selbst initiierte Ausstellungen mit fotografischen Arbeiten in Erscheinung.
Die Bilder wurden teilweise im Anschluss an die Ausstellungen als Kunstaktionen verschenkt.
Seine Arbeiten sind geprägt von Landschaftsmotiven am Meer und digitalen Collagen. Bickel wurde 2020/2021 als Künstler der NordArt ausgewählt. 2021 wurden dort seine Fotovisionen zum Klimawandel ausgestellt.
Im gleichen Jahr erhielt er ein Stipendium vom Landeskulturverband Schleswig-Holstein.

## Ausstellungen
- 2010 „Horizonte“, Schiffsfotografien, Wyk auf Föhr
- 2016 „@harryschautsichum“, 200 Fotografien auf Karton, Wyk auf Föhr
- 2017 „Jeden Tag ans Meer“, 366 Fotoplatten (40 × 40 cm), Wyk auf Föhr
- 2018 „Neue Sichten - mit der Drohne über Föhr“, Fotoausstellung, Wyk auf Föhr
- 2019 „Klimawandel – Fotovisionen“, Wyk auf Föhr (Juli–Sept.), Nettetal (Sept-Okt), Husum (Okt)
- 2019/2020 „Inselgesichter“, 181 Porträts von Föhrer Frauen in Tracht, Wyk auf Föhr
- 2021 „Gewaltig!Nordsee“, Nordfriesland Museum. Nissenhaus Husum, Husum[14]
- 2021 NordArt 2021, Büdelsdorf
- 2021 „Spiegelbilder“, Fotomontagen, Open-Air-Ausstellung, Wyk auf Föhr
- 2022 „Wasser-Kisten“, Robbe & Berking Yachting Heritage Centre, Flensburg[15]
- 2022 „Spuren“, Fotografien und Grafik, Werkschau, Wyk auf Föhr
- 2023 „Brückenbilder“, Fotos, Video und Grafik, Jahresausstellung, Wyk auf Föhr
- 2023 „achtung: exzellente Fotografie“ Kulturhaus Mestlin, Mestlin[16]
- 2024 „Sea creatures“, AI-Abbildungen, KunstKubus, Wyk auf Föhr
- 2024 „Lebensräume“, Fotos, Video und Grafik, Jahresausstellung, Wyk auf Föhr
- 2024 „Die Mittelbrücke“, Fotos, OpenAir Ausstellung am Sandwall, Wyk auf Föhr

## Publikationen
- Eiswinter Bildband, Wyk 2010
- Inselstörche Bildbroschüre, ISBN 978-3-935347-25-9, Wyk 2013
- Lichtblicke Bildband, ISBN 978-3-935347-26-6, Wyk 2014
- Jeden Tag ans Meer Ausstellungskatalog, Wyk 2017
- Neue Sichten Ausstellungskatalog, Wyk 2018
- Jeden Tag ans Meer Aktionskatalog, Wyk 2018
- Klimawandel Kunstmappe zur Ausstellung, Wyk 2019
- Inselgesichter Ausstellungskatalog, Wyk 2019
- dead at the seaside Bildband. Wyk auf Föhr 2020
- Wederlaiden Notenbuch/Bildband. ISBN 978-3-96717-047-4, Alkersum 2021[17]
- Spiegelbilder Ausstellungskatalog. Wyk auf Föhr 2021